# Urochloa trichopus
Urochloa trichopus là một loài thực vật có hoa trong họ Hòa thảo. Loài này được (Hochst.) Stapf miêu tả khoa học đầu tiên năm 1920.